# Georg Wilhelm Bidembach von Treuenfels

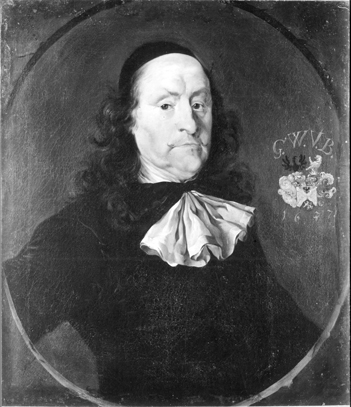
Georg Wilhelm Bidembach von Treuenfels; 1677

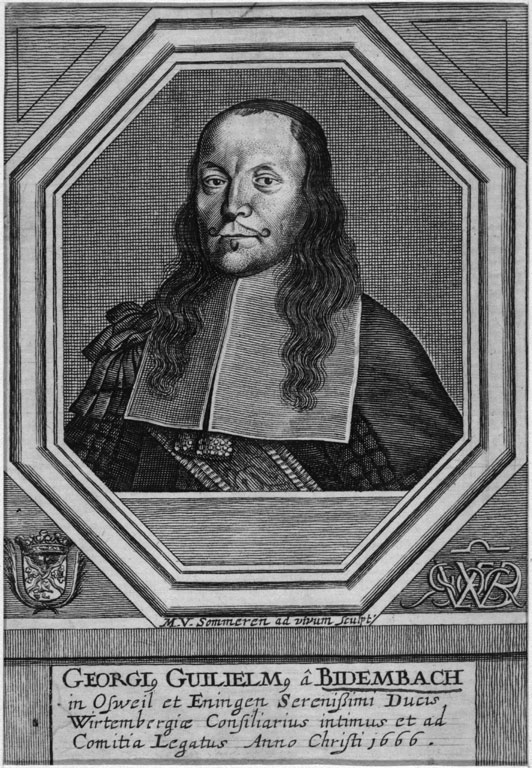
Georg Wilhelm Bidembach von Treuenfels; um 1667

Georg Wilhelm Bidembach von Treuenfels (* 13. Oktober 1614 in Tübingen; † 23. August 1677; auch Bidenbach) war ein württembergischer Politiker und Diplomat.

## Leben
Georg Wilhelm Bidembach von Treuenfels wurde als zweites von sieben Kindern Wilhelm Bidembachs von Treuenfels und dessen Frau Anna Regina Besserer von Schnürpflingen zu Tübingen am 13. Oktober 1614 geboren. Er entstammte der Gelehrtenfamilie Bidembach, einem „uralten adelichen Geschlechte“.
Bidembach studierte an den Universitäten Wien, Prag und Tübingen, wurde teils aber auch privat zuhause ausgebildet. Zunächst sollte er Reichshofrat werden, doch lehnte er das Angebot ab  und war stattdessen im Dienst der Herzogs von Württemberg tätig. 1644 wurde er als Oberrat in Stuttgart eingesetzt. Vier Jahre später  wurde er nach Wien gesandt, damit er Dokumente und Akten, die während des Krieges entwendet wurden, nach Württemberg zurückbringt. Diese Reise dauerte zwei Jahre. Geheimer Rat wurde er 1657 und seit 1671 bekleidete auch die Stelle des Obervogts von Leonberg. Ferner nahm er an Kreis-, Reichs- und Deputationstagen und am Regensburger Reichstag teil. Er starb im Alter von 62 Jahren. 
Bidembach war seit dem 7. April 1657 mit Susanna geb. Varnbühler von Hemmingen, Urenkelin Nikolaus Varnbülers, dessen Nachfolge Bidembach als Oberrat und Obervogt antrat, verheiratet. Der Ehe entstammte nur ein 1658 in Frankfurt geborener Sohn namens George Wilhelm, der allerdings etwa ein halbes Jahr nach der Geburt starb. 1672 starb auch Susanna.